# Michel Martelly

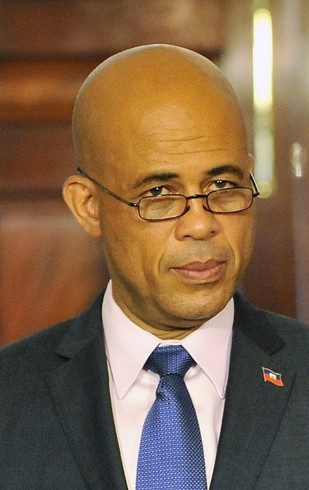
Michel Martelly (April 2011)

Michel Joseph Martelly (* 12. Februar 1961 in Port-au-Prince, Haiti) ist ein haitianischer Politiker, Komponist und Sänger. Von 2011 bis 2016 war er der 56. Präsident Haitis.

## Leben
Michel Martellys Vater war Angestellter der Ölfirma Royal Dutch Shell. Martelly ging in eine römisch-katholische Schule in Carrefour, einem Vorort von Port-au-Prince. Danach besuchte er mehrere Junior Colleges in den USA, erreichte aber keinen Abschluss. Er heiratete eine US-Amerikanerin und kehrte nach der Scheidung 1986 kurzzeitig nach Haiti zurück. Doch dann zog es ihn erneut in die USA. In Miami verdingte er sich zwischenzeitlich als Bauarbeiter.

### Karriere als Musiker
1987 nach Haiti zurückgekehrt, begann er eine Karriere als Sänger und Klavierspieler in Nachtclubs in Pétionville, dem Wohnort der Reichen oberhalb von Port-au-Prince. Er komponierte und spielte Kompa, die haitianische Tanzmusik. Er trat in bizarren und karnavalesken Kostümen auf und wurde unter dem Namen Sweet Micky bekannt, nachdem ein Freund eines Abends seinen Auftritt mit den Worten angekündigt hatte: „a sweet Micky for a sweet people“.

### Karriere als Politiker
Obwohl er vor 2010 nicht als Politiker auftrat, war Martelly in der haitianischen Politik kein unbeschriebenes Blatt. Nach dem Putsch gegen Präsident Jean-Bertrand Aristide, der im September 1991 fliehen musste, beteiligte sich Martelly an einem von der Militärjunta organisierten Konzert gegen die Rückkehr Aristides nach Haiti. In Martellys Club „Garage“ in Pétionville waren höhere Militärs sowie Helfershelfer und Profiteure des Ex-Diktators Jean-Claude Duvalier seine Gäste. Martelly stand Oberstleutnant Michel François nahe, dem Polizeichef und Führer der Todeskommandos der Tonton Macoutes während der Militärdiktatur von 1991 bis 1994. Beim Karneval 2002 und 2003, während der zweiten Amtszeit von Präsident Aristide, überzog Martelly ihn in seinen Lieder erneut mit beißendem (und populärem) Hohn und Spott.
Nachdem der Vorläufige Wahlrat (Conseil Électoral Provisoire) die erste Runde der wegen des Erdbebens am 12. Januar 2010 verschobenen Präsidentschaftswahlen für den 28. November 2010 angesetzt hatte, meldete Martelly sogleich seine Kandidatur an. Sein beträchtliches, aus dem Nachtclub, seinen Konzerten und Immobilienspekulationen erwirtschaftetes Vermögen ermöglichte es ihm, Ostos & Sola, eine spanische Agentur für politisches Marketing, für seinen Wahlgang zu engagieren. Martelly wurde mit 21,8 % der Stimmen im ersten Wahlgang Dritter hinter Mirlande Manigat (31,4 %) und Jude Célestin (22,5 %). Damit schien es, als habe Martelly die Stichwahl der beiden Bestplatzierten verpasst. Doch dann legte der Conseil Électoral Provisoire – aufgrund von Hinweisen auf Wahlfälschung zu seinen Gunhsten – Célestin den Rückzug von der Stichwahl nahe, was dieser auch tat. Martelly rückte nach und gewann die Stichwahl am 20. März 2011 mit 67,6 % der Stimmen vor Mirlande Manigat. Unterstützt hatte ihn unter anderem Wyclef Jean, der sich zunächst selbst für das Amt hatte stellen wollen. Allerdings war die Wahlbeteiligung mit 16,7 % sehr schlecht.

### Präsidentschaft
Am 14. Mai 2011 trat Martelly sein Amt an. Seine Amtszeit war geprägt von der Unfähigkeit, das Land nach dem Erdbeben 2010 wieder aufzubauen, und von Korruption. Zum Ende seiner Amtszeit legte er verfassungsgemäß am 7. Februar 2016 sein Amt nieder, ohne dass es bis dahin einen Nachfolger gab.
Am 20. August 2024 verhängte die US-Regierung Sanktionen gegen Martelly und warf ihm die Förderung des Drogenhandels während  seiner Amtszeit vor.

## Familie
Michel Martelly und seine Frau Sophia haben vier Kinder. Der frühere Premierminister Jean-Max Bellerive ist sein Cousin.
Martelly lebt in Pétionville.